# Safe (album Gibbsa)
Safe (zapis stylizowany: SAFE) – dwunasty album studyjny polskiego piosenkarza Gibbsa. Wydawnictwo ukazało się 24 października 2023 roku nakładem wytwórni muzycznej DopeHouse w dystrybucji Step Hurt.
Album jest utrzymany w stylu muzyki hip-hop. Składa się z wersji standardowej (1 CD).
Płyta zadebiutowała na 1. miejscu polskiej listy sprzedaży – OLiS. Wydawnictwo uzyskało status  diamentowej płyty, przekraczając liczbę 150 tysięcy sprzedanych kopii.

## Lista utworów
Opracowano na podstawie materiału źródłowego.
1. „Safe” – 3:24
2. „Samotność” – 3:09
3. „Zawsze chciałem” – 3:04
4. „Kolor” – 2:49
5. „Czerwone łzy” – 3:24
6. „Drive” – 3:22
7. „Zero cukru” – 3:30
8. „Złoty chłopak” – 3:15
9. „Czarna róża” – 3:00
10. „Ogień” – 3:07
11. „Stan” – 3:01
12. „Oczy” – 2:50
13. „Cios” – 2:57

## Pozycje na listach sprzedaży

### Pozycje na listach tygodniowych
| Kraj   | Lista (2023)             | Najwyższa pozycja |
| ------ | ------------------------ | ----------------- |
| Polska | OLiS – albumy            | 1                 |
| Polska | OLiS – albumy fizycznie  | 1                 |
| Polska | OLiS – albumy w streamie | 1                 |

## Certyfikat
| Kraj          | Certyfikat       | Sprzedaż |
| ------------- | ---------------- | -------- |
| Polska (ZPAV) | diamentowa płyta | 150 000+ |